# Belfiore (Mantova)
Belfiore è un quartiere situato a ovest di Mantova sulla riva meridionale del Lago Superiore, tristemente passato alla storia per essere stato, negli anni dal 1851 al 1853, il luogo delle esecuzioni dei Martiri di Belfiore.
Nel 2002, in occasione del 150º anniversario, nel piazzale antistante la Valletta di Belfiore il Comune di Mantova ha effettuato la ricomposizione del monumento commemorativo dello scultore Pasquale Miglioretti. Alla sua inaugurazione nel 1872 fu collocato al centro della principale piazza mantovana, Piazza Sordello, e successivamente (1930) rimosso, diviso a pezzi e dimenticato.
A causa dell'estensione territoriale del comune di Mantova, all'epoca degli eventi risorgimentali la valletta era infatti inclusa nel territorio di Curtatone, e in seguito all'urbanizzazione del XX secolo, Belfiore è diventato un quartiere di Mantova con circa 800 residenti. Verso al metà degli anni '50 sui detriti e materiali di riporto delle demolizioni in città su una superficie 81.000 mq, fu realizzato dallo Stato un parco paesaggistico romantico.